# Schaffhouse-sur-Zorn
Schaffhouse-sur-Zorn (deutsch Schaffhausen an der Zorn) ist eine Commune déléguée in der französischen Gemeinde Hochfelden mit 388 Einwohnern (Stand 1. Januar 2021) im Département Bas-Rhin in der Region Grand Est (bis 2015 Elsass).
In dem Straßendorf wird hauptsächlich Ackerbau betrieben. Der Anhang zum Ortsnamen ist nach der Zorn benannt, die das nördliche Gemeindegebiet durchfließt. Bis zum 18. April 1949 hieß die Ortschaft Schaffhausen.
Schaffhouse liegt drei Kilometer südlich von Hochfelden und 22 Kilometer (Luftlinie) nordwestlich von Straßburg. Zwischen Hochfelden und Schaffhouse verläuft der Rhein-Marne-Kanal. Die beiden Orte sind durch die Departementsstraße D 25 verbunden.

## Geschichte
Im Jahr 774 wird der Ort das erste Mal unter dem Namen Scafhusa in einer Urkunde des Klosters Weißenburg, das dort Besitzungen hatte, erwähnt. Der Name bedeutet Schafshaus, also heute Schafstall.
Das Wappen zeigt auf blauem Grund einen goldenen Schlüssel, der ein silbernes Schwert kreuzt. Das sind die Attribute der Apostel Petrus und Paulus, die auf die Zugehörigkeit der Pfarrei zur Mutterpfarrei Peter und Paul in Hochfelden hinweisen.
Am 1. Januar 2015 wechselte die Gemeinde vom Arrondissement Strasbourg-Campagne zum Arrondissement Saverne. Die Gemeinde war Mitglied der Communauté de communes du Pays de la Zorn. Sie wurde am 1. Januar 2017 nach Hochfelden eingemeindet.

### Bevölkerungsentwicklung
| Jahr      | 1962 | 1968 | 1975 | 1982 | 1990 | 1999 | 2006 | 2012 |
| Einwohner | 249  | 270  | 249  | 307  | 307  | 349  | 383  | 398  |